# 夏色ハイスクル★青春白書
『夏色ハイスクル★青春白書〜転校初日のオレが幼馴染と再会したら報道部員にされていて激写少年の日々はスクープ大連発でイガイとモテモテなのに何故かマイメモリーはパンツ写真ばっかりという現実と向き合いながら考えるひと夏の島の学園生活と赤裸々な恋の行方。〜』（なついろハイスクルせいしゅんはくしょ てんこうしょにちのオレがおさななじみとさいかいしたらほうどうぶいんにされていてげきしゃしょうねんのひびはスクープだいれんぱつでイガイとモテモテなのになぜかマイメモリーはパンツしゃしんばっかりというげんじつとむきあいながらかんがえるひとなつのしまのがくえんせいかつとせきららなこいのゆくえ）は、ディースリー・パブリッシャーより2015年6月4日に発売されたPlayStation 4、PlayStation 3用ゲームソフト。

## 概要
ディースリー・パブリッシャーの新規IPによる恋愛アドベンチャーゲーム。本作品の大きな特徴として同ジャンルのゲームとしては珍しい、オープンワールドの体裁が採られている点がある。オープンワールド形式の恋愛アドベンチャーゲームというアイデアは『The Elder Scrolls V: Skyrim』からヒントを得たと、本作のプロデューサーを務める岡島信幸はiNSIDEとのインタビューで語っている。自由度の高い本作ではあるが、ゲーム内で迷惑行為を行うと周囲のNPCの警戒度が上がるといったペナルティが設けられている。2025年1月現在、日本一長いタイトルを持つゲームソフトである。すべてがメインタイトルであるが長大なタイトルのため、ゲーム情報サイトなどでは後半を省いた『夏色ハイスクル★青春白書』や、途中で（略）が付くなどの省略表記がなされている。
タイトルの中に「パンツ写真」とあり、オープニングムービー等でも女性のスカートの中を盗撮できるという要素が紹介されているが、ストーリー中にパンツの盗撮を行うシーンは無く、実際に行ってもゲーム的なメリットは一切無い。あくまで可能な要素に留められている。
アメリカのインディーゲーム『Yandere Simulator』に多大な影響を与えており、こちらでは女子生徒のパンツを含む盗撮行為がゲーム進行上メリットのある行為として登場している。

## ゲームシステム

### 基本操作
プレイヤーは一日の流れを通して主人公を操作していく。平日の行動時間は放課後のみで、スタート地点も学校一択だが、休日は行動時間が増え、行先も学校と駅前の二つに増える。日没になるか、部室のパソコンか駅から「帰宅」を選択すると一日が終了する。休日の場合は自宅で過ごす形でその日をスキップする事もできる。プレイヤーが一日の行動を終えると、自動的にゲーム内の時間が夜になる。プレイヤーはいつでも主人公のスマートフォンに届いたメールをチェックすることが可能であり、行動を終えて自宅へ帰ってもメールチェックは可能である。ただし、返信期限は受信日が終わるまでであり、メールを読むことで初めて発動するイベントも存在するため注意が必要である。また、送信したメールを後から確認する事は出来ない。
本作はオープンワールド形式のゲームであり、シームレスで繋がった島内を探索し、イベントを発生させたりクエストを受注しながら決められた期間を自由に過ごしていく。一日の始めにはその日にイベントが起こるヒロインのアイコンが表示される。しかし分かるのはイベントの有無だけで、イベントの発生場所や発生時刻、イベントの件数は教えられないため、実際に遭遇しなければいつどこで何のイベントが起こるのかは分からない。また、ミニマップは存在しないため、イベントが起こるか否かはその場所に近付いて初めて分かる。ヒロイン関連以外のイベントやクエストについては完全にノーヒントである。一部のイベントは日を跨いでも繰り越しで受けられるが、殆どはその日のその時間限定。クエストはある程度猶予のあるものが多い。
オープンワールドゲームではあるが、舞台となるフィールドのどこへでも行ける訳ではなく、あくまで移動可能範囲として設定されたエリアのみが探索可能。ファストトラベルにあたる手段も存在しないため、移動は徒歩か自転車のみ。また、画面上では大まかな現時刻を示すアイコンが表示されるだけで、詳しい時刻を知りたければ時計のある部屋に行って直接確認するしかない。

### 写真撮影
写真撮影はイベント発動中以外ならいつでも可能であるが、主人公のカメラに保存できる写真は100枚までである。写真撮影中にジャンプおよびスライディングを行うか、ジャンプおよびスライディング中にカメラモードに切り替えると「アクセルアクションモード」（AAM）が発動し、ゲーム内の時間の流れが遅くなり、プレイヤーが激写しやすくなる。撮影した写真は一日の終わりにセーブデータとして保存することが可能であるが、保存していない写真は翌日には全て削除される。報道部のパソコンでも写真の保存は可能であり、こちらは一日の終わりを待つ必要はない。
メインキャラや名前付きのNPCを撮影すると、一日の終わりにキャラクター図鑑に登録され、名前やプロフィールを参照できるようになる。夢高生徒はクラス、血液型、部活も表示される。写真を保存する必要はない。写真はそのキャラクターを撮った最新のものと常に入れ替わる。ただし、図鑑に載せられる写真が取れたのかどうかは実際に図鑑を開かなれば分からず、また、名前があっても図鑑に載らないNPCも多数存在する。

### シナリオ
恋愛アドベンチャーである通り、ストーリーはヒロイン候補達との恋愛に重きが置かれているが、複数のヒロインと親密になっていると二股イベントが発生して攻略不可になってしまう場合がある。ヒロインとのエンディングを迎えたければ、ある程度日数が進んで以降は攻略対象以外のヒロイン候補とはあまり親しくしてはならないという特徴がある。また、目当てのヒロイン以外の好感度を敢えて下げる事も時には必要となる。
ゲームの期間は7月7日から9月28日までの三ヶ月弱。最終日が終わるとエンディングを迎える。エンディングは恋仲になったヒロインに見送られて島を去り、その後の交流が語られるものの他、報道部の面々、クラスメイト達、理事長に見送られる結末もある。
各ヒロインのルート
恋愛対象となるヒロインは主に三日月めぐ、東海林薫子、大神弥生、島袋珠希、雪村ヒカル、ナオミ・サンダースの6人。これらのうちいずれかと恋仲になるとそのヒロインのストーリーがメインで展開していく。一部エンディング以外を経て二周目以降を迎えると郡山蘭子のルートが追加され、そこから最後に出雲キクのエンディングにも分岐する事もある。
報道部ルート
報道部の面々と親しくなるルート。各ヒロインの好感度上げつつも誰とも恋仲にならない、或いは八方美人で進めると分岐しやすい。ヒロインと恋仲になっていても場合によっては終盤で分岐する可能性がある。
クラスメイトルート
主人公のクラスである2-Bの生徒達と友情を深めるルート。2-B関連のイベントを積極的にこなしていくと分岐するが、ヒロインと親密になっていると一部イベントが発生せず進行できなくなる。あくまで恋愛よりも友情を選ばなければならない。
理事長ルート
理事長に協力して学園の裏側に迫っていくルート。フラグ管理が特殊で、注意深くプレイしなければ途中で進行不可になってしまう。
ひとりぼっちルート
上記の条件のいずれも満たさなかった場合、誰にも見送られず一人で島を去る。

### NPC
本作はNPCとの交流にも重きが置かれており、特定のNPCに近づくと、"キーワード"コマンドが発生し、ボックスに表示されるキーワードの中から選択してNPCと会話をすることができる。キーワードの種類や数は会話の時期やクエストの受注等により変化する。!マークのついたNPCと会話をするとクエストを受注したことになり、そのNPCとの好感度が変化する。クエスト以外にも、取材同行依頼があり、取材を通じてキャラクターたちとの関係が変化する仕組みになっている。一方、NPCには細かい行動アルゴリズムは無く、イベントや日に応じて常に決められた場所に居座り、稀に居場所が変わったり時間が来れば帰宅する程度である。平日と休日の違いもあまり設定されていないため、休日でも学校には制服姿の生徒が大勢居る。
イベントによっては、ヒロインやNPCと行動を共にする「同伴」が発生する事がある。同伴中は相手が主人公に話し掛けてくる。目的地に到達すれば解除されるが、相手との距離が離れ過ぎたりL1ボタンを押す事でも解除される。ただし、途中で解除すると好感度が下がったりイベントが進行不可になると言ったデメリットがある。同伴者は主人公と違ってジャンプが出来ないため、段差や障害物を飛び越えていくと引っ掛かって置き去りになってしまう。ヒロイン候補との同伴中のみ、自転車に一緒に乗る事ができる。

### 迷惑行為
主人公が迷惑行為（例:地面に這いつくばって女性のスカートの中を撮影する、わざと他人にぶつかる、スライディングで人を跳ね飛ばす等）を行うと、周囲の目撃者の警戒を受け、不審者ゲージが上昇する。不審者ゲージは長時間迷惑行為を行ったり多く迷惑行為を行うことにより上昇する一方、迷惑行為をやめると徐々に減少していく仕組みになっている。また、不審者ゲージは主人公の評判により上昇の度合いとそのスピードが異なる。不審者ゲージが最大までたまると、学校内にいた場合は生徒指導の先生による強制指導イベントが発生し、学校外にいた場合は、通報を受けた警察官から逃げ回る逃走モードに移行する。逃走モード中は画面内にパトランプが表示され、警察官と一定の距離を保つかある程度逃げることにより逃走モードは解除される。逃走モード中に警察官に捕まった場合は、補導イベントに移行する。強制指導・補導イベントが一定回数にまで達すると、主人公は停学処分となり、一時的に行動不能となるほか、イベントの発生もなくなる。一度目の停学処分は3日間だが、二度目以降の停学処分は日数が長くなりより厳しい処罰が下される。

### 評判
主人公の島での評判。クエストをこなすなどで人の役に立つと上昇し、迷惑行為を行うと下降する。一定以上の評判が無ければ開始出来ないイベントも存在する。ただし、評判が高いと全ヒロインの好感度が徐々に上昇するため、エンディングを迎えたいヒロイン以外の好感度下降の必要が生じてくる。

### 割り込み
会話イベントの最中、相手の話に割り込むか否かの選択を迫られる事がある。○ボタンを押せばそのまま話が進み、□ボタンを押すと主人公が話を遮って割り込む。それによってその後の会話が変化したり、好感度に影響を及ぼす事がある。

### その他
アイテムの売買は全て質屋で行う。逆に言えば質屋以外の店を利用する事は出来ない。
本作には「SIMPLEシリーズ」等過去のD3パブリッシャーのソフト（主に本作と同じタムソフト開発のソフトであるTHE タクシーやTHE 逃走ハイウェイなど）で使われたBGMが収録されており、ゲームを進めるとアクション画面時に任意でBGMを切り替えられるようになる。

## 登場人物
本作の登場人物は全体で300人おり、うち約半数がクエスト保持者である。

### メインキャラクター
青春 夏男（あおはる なつお／変更可）
声 - なし
本作の主人公。夢ヶ島高校に転入してきた男子高校生。名字・名前、誕生日、あだ名はプレイヤーが自由に変えることができるが、めぐからのあだ名は「あなっち」で固定。
お調子者かつ、スケベな一面がある。歯に衣着せない発言が多く、良くも悪くも言いたいことをはっきり言う性格で、それが原因で余計な衝突を生んだり窘められる事も少なくない。一方、頭は回る方で、トラブルが起きれば機転と行動力で解決できるほどの能力は持つ。めぐに強引に報道部に入部させられ、カメラマンとして関わっていく事になる。珍しい事件に遭遇した際には自身も記事を書く。めぐ曰く、子供の頃はよくいじめっ子からめぐを庇ったり、喧嘩が弱い割に上級生相手に一歩も引かなかったと言う。
転勤族の父を持ち、転校先で何度も出会いと別れを経験したことから、他人と深く関わることに抵抗を感じている。そのため、今回も周囲や恋人にすら直前まで3ヶ月で転校することを黙っている。
集中力が高く、AAMでゲーム内の時間の流れが遅くなるのは、集中力が高まったことにより動体視力も強化されたためであるとゲーム開発者は述べている。また、どんな高所から飛び降りても平然と着地できる身体能力の持ち主である。

### 夢ヶ島高校

#### 報道部
三日月 めぐ（みかづき めぐ）
声 - 三上枝織
身長157 cm（センチメートル） B89/W57/H86
ヒロイン候補。主人公の幼馴染で、報道部に無理やり転入させた張本人。亡き父の影響で記者を志している。駄菓子が好物。頑張り屋な一方でドジな一面もあり、おせっかいなまでに世話好きだが、熱を入れるあまり周囲が見えなくなることがある。子供の頃の主人公からの愛称は「めぐちゃん」であり、現在でもそう呼ばれたがっているが当の主人公には「三日月」と苗字で呼ばれる。主人公の事は本人の意思を無視して「あなっち」と呼び、本名で呼ぶ事は無い。主人公とは10年ぶりの再会で、ゲーム開始時点から主人公に好意を抱いており、初期段階でも好感度が高い。
東海林 薫子（しょうじ かおるこ）
声 - 村川梨衣
身長160 cm  B78/W56/H83
ヒロイン候補。主人公らの先輩。同族経営の巨大企業・東海林グループの娘であり、眼鏡と縦ロールが特徴。作中の女子生徒では唯一、黒いソックスを履いている。真面目だが、部長を務めている報道部の活動にはあまり積極的ではなく、無愛想な態度をとりやすい。
大神 弥生（おおがみ やよい）
声 - 長妻樹里
身長173 cm  B90/W59/H88
ヒロイン候補。報道部副部長にして、実家である大神神社の巫女でもある（そのため、報道部では一人だけ島暮らし）。心優しいと周囲からは評判だが、いわゆる不思議っ娘の一面を持つ。単刀直入にものを言う癖があり、珠希をタマ袋呼ばわりしているが、悪気があるわけではない。自分の高い身長にかつてはコンプレックスを持っていたが、薫子とつるむようになってからは気にならなくなったと言う。カレーライスが好物。
島袋 珠希（しまぶくろ たまき）
声 - 洲崎綾
身長152 cm  B77/W55/H78
ヒロイン候補。報道部の部員である1年生。幼く甘えん坊な人物であり、めぐを「めぐ姉」と慕うあまり、彼女に近づく主人公に嫉妬心を抱き、主人公と対立することが多い。男子からタマキンと呼ばれている事から大の男嫌いと化しており、弥生からタマ袋呼ばわりされていることにも不満を感じている。そのため、初期段階の好感度は最低である。動物好き。

#### 主人公のクラスメートたち
雪村 ヒカル（ゆきむら ひかる）
声 - 南條愛乃
ヒロイン候補。主人公のクラスメートで、めぐの取材同行で初めて主人公と言葉を交わした。中学生のころは陸上に打ち込んでいたが、高校進学時アキレス腱を負傷したことが原因でしばらく陸上から遠ざかっていたという経歴の持ち主。家は夢ヶ島にある。一人称は「ボク」。
津崎 繁幸（つざき しげゆき）
声 - 工藤雅久
主人公のクラスメートで、あだ名はシゲ。窓際の一番後ろの席であり、主人公とは席が隣同士である。仲間意識が強く、転校生である主人公に対してなれなれしく接してくる。プレイヤーの行動次第では主人公と親友になる。「たぶん絶対」が口癖。
淵谷 豊作（ふちや ほうさく）
声 - 土居伸之
主人公のクラスメートで、シゲの友人。あだ名はブッチャー。かつて第二文芸部の幽霊部員。漫画やゲームが好きの2次元オタクだが、同族嫌悪でいわゆる典型的なオタクを嫌う。
掛井 仁（かけい じん）
声 - 島田英和
主人公のクラスメートで、シゲの友人。あだ名は火星人（名前の響きから）。ぶっきらぼうな口調で、人付き合いも得意ではないので一人ベンチに座っている事が多い。女子に好意を寄せられることもある一方、本人は女性が苦手で、科学部に所属しているが、女子部員の多さからなかなか活動に顔を出せずにいる。
兵藤 ゆかり（ひょうどう ゆかり）
声 - 白川愛実
主人公のクラスメート。団子状に結んだ両サイドが特徴。風紀委員に所属しており、シゲからは警戒されている。正義感が強いが負けん気はもっと強く、口が悪い。一方で素直な面もある。ヒロイン候補ではないが、イベントやクエストに関わって来る事が多く、主人公と一緒に帰宅するイベントも用意されている。
西園寺 留美（さいおんじ るみ）
声 - 友永朱音
主人公のクラスメートである放送部員でツインテールが特徴。自己中心的な人物ではあるが、姉御肌で憎めないところもあり、子分が多い。あだ名はルビないしはルビー様。生徒会長選挙に立候補する。
早乙女 望（さおとめ のぞむ）
声 - 弓原健史
主人公のクラスメートである家庭部員。男子生徒だが、女子力が高い。あだ名はおとめちゃんまたはのぞみちゃん。内心、あだ名で呼ばれる事に抵抗感を抱いている。
白井 蒼（しらい あお）
声 - 珠木のぞみ
主人公のクラスメートである科学部員。天才肌の研究者だが、群れる事や女子トークは苦手で冷淡で突き放すような口調が特徴。シゲから萌との関係を怪しまれている。
苗木 萌（なえぎ もえ）
声 - 原優子
主人公のクラスメートである農学部員。髪を両方の頭頂部で団子状に結んでいる。忘れ物が多いドジっ子の癒し系。部長と副部長を目標に日々の活動に励んでいる。
星野 灯里（ほしの あかり）
声  - 結城真理
主人公のクラスメートである天文部員。宇宙に対して熱い思いを抱いている。主人公らの所属する報道部とは部室が隣同士であるため、顔を合わせやすい。
藤沢 美流（ふじさわ みる）
声 - 三浦槙子
主人公のクラスメート。頭頂部で髪を一つにまとめている。一年生のころから夢高祭の行事企画委員の仕事を気に入っており、二年生に進級した後も行事企画委員に所属している。ややミーハーで西園寺留美を「ルビ様」と呼ぶ。ネイリスト志望。
吉野 小百合（よしの さゆり）
声 - 三宅麻理恵
主人公のクラスメートである家庭部員。良妻賢母に近い存在とうわさされており、茶道や華道も嗜んでいる。しかし今の自分には不満があり、変身願望はあるがその勇気が無い。
二階堂 仁美（にかいどう ひとみ）
声 - 持塚温子
主人公の隣の席にあたる女子生徒で、シゲとは反対側の席にあたる。図書委員会の副委員長を務めており、古本と謎解きが好き。
森山 弘道（もりやま ひろみち）
声 - 中村繁之
主人公のクラスのクラス委員長で音楽部に所属している。
益野 太一（ますの たいち）
声 - 内田雄馬
主人公のクラスメートで、農学部に所属している。植物に対して妙なことを考えている。クラス一のお調子者だが、心は優しくピュアなロマンチストでもある。
小森 保志（こもり やすし）
主人公のクラスメートだが、2年生に進級して以来不登校が続いている。クラスメイトと親密になるとその顔が見れるかもしれない。

#### その他の生徒
ナオミ・サンダース
声 - 真堂圭
ヒロイン候補。フロリダから来た留学生で、小麦色の肌を持つ金髪碧眼の美少女。1年生のころに自ら同好会として立ち上げたチアリーディング部「THUNDERS」の部長を務めており、チアリーディングで日本を元気にすることが夢。日本好きの叔父の影響で、日本語での日常会話は問題ないが、難語の理解および読み書きが不十分。
郡山 蘭子（こおりやま らんこ）
声 - 荒川美穂
ヒロイン候補だが、関連イベントを起こせるのは二周目以降。夢ヶ島高校の1年生で、弥生の取材同行で初めて主人公と言葉を交わした。地味でおとなしいようだが、妖精さんとの会話を好み、妨害を受けると常識が通用しなくなるという、変わった性格の持ち主。

#### 学校関係者
滝沢 守男（たきざわ もりお）
1年C組担任の体育教師。生活指導も兼ねる。元は熱血教師だったが、体罰禁止の風潮に及び腰。主人公の不審者ゲージが学校内で溜まると指導に現れる。
理事長
声 - 黒田崇矢
夢ヶ島高校理事長兼校長。人前にあまり姿を現さないうえ、黒ずくめにサングラスにマスクといういでたちと独特の言動で胡散臭がられている。展開次第では主人公に「ラビット7」のコードネームを与え、様々なミッションを命じる。

### その他
岩隈 秀治

摂津 啓司　
声 - 大坪康亮
夢ヶ島に勤務する警官。実はハゲている。
辰神様
声 - 古賀慶太
夢ヶ島に祀られている守護神。御賽銭を渡すと姿を現す。
双葉 理保（ふたば りほ）
声 - 後藤邑子
人気グラビアアイドル。
歌手活動も行っており、夢高祭へシークレットライブを開きに訪れた。

## アイテム
龍玉
大神神社の奥にある祭殿で賽銭箱にお金を寄付するともらえる。もらった玉を骨董屋で鑑定してもらうことではじめて龍玉として使用可能になる。
寄付する金額によってもらえる玉の種類が変化し、それぞれ効能が異なる（全9種類）。
龍玉（白）
現在発動している龍玉の効果をキャンセルする。（対象となるのは桃、紫、赤、青、黒）
1円寄付するだけでもらえて売値が1000円なので資金稼ぎに有効。
龍玉（桃）
主人公を含む全キャラクターが水着姿になって見える。ただし、保育園児は対象外。
龍玉（紫）
主人公を含む全キャラクターが下着姿になって見える。ただし、保育園児は対象外。
龍玉（黒）
主人公の存在感が薄くなるという設定のもと、通常なら不審者ゲージが上昇するような行動をとってもお咎めなしになる。
他のキャラクターにぶつかった時の好感度低下などもなくなる。
龍玉（虹）
ゲーム内時間を1時間すすめる効果がある。保健室やトイレが遠い場所での時間経過に使う。
また、部室や駅に行かずに一日を終了させたい時に連続使用するという用途も有効なので、テンポ良くプレイしたい場合に役立つ。
龍玉（赤）
主人公の移動速度が速くなる。少しでも時短プレイを目指す人には必須アイテム。
龍玉（青）
落ちているアイテムを示す光エフェクトが通常よりも遠い場所からでも見えるようになるため、探し物をしている時に有効。
龍玉（黄）
主人公の半径30メートル以内にいる全キャラクターの好感度が+5上昇する。
本来ならドッグフードやキャットフードによる交流が必要な犬猫にも有効。
龍玉（緑）
主人公の評判が+10上昇する。
落ちているお金を着服するマイナス効果と合わせると、ある程度評判パラメータを自由にコントロールすることが可能になる。
評判を早く最大にしたい場合などにも有効。

## アバタールーム
メインヒロインを使った着せ替えギャラリーと、ヒロインと一緒に行動できる疑似同伴モード（仮）の2つの機能を実装している。
アバタールームを選択するとキャラクター選択画面が表示される。初期状態で選択できるのは三日月めぐのみ。その他のヒロインについては各シナリオをクリアしてエンディングを迎える事でそれぞれ選択可能となる。ただし、出雲キクについては個別エンディングはあるもののメインヒロインではないため、アバタールームの対象外となっている。
ギャラリー
キャラクターを選択するとまずギャラリーに移動する。ここでは選択したキャラクターのモデルを表示した状態で、着せ替えたり様々なポーズを取ってもらったりしながら、カメラアングルを自由に操作して眺めることができる。起動する日付によって特別なボイスが聞けたりもする。本編中で設定した主人公の誕生日用にお祝いのセリフも用意されている。
画面右にある衣装選択ウインドウで現在選択中の衣装を再度選択すると、パンツのテクスチャだけが変更されるという隠し機能がある。尚、水着の場合はテクスチャ違いのバリエーションに変更される。
またギャラリーで選択したヒロインの衣装は、フリーモードでの当該ヒロインの衣装へも反映される。

「外出する」を選択することで疑似同伴モード（仮）に移行する。
疑似同伴モード（仮）
最初にロケーション選択画面が表示され、選択した場所からスタートできる。

基本的には本編中の同伴モードに準じた挙動だが自転車二人乗り不可、及び同伴解除ボタンがなくなっている。ギャラリー同様にポーズを指定することができるのが最大の違いで、まさにヒロインの写真撮影に特化したモードとなっている。

## フリーモード
エンディングを迎えると解禁されるモード。好きなロケーションで作中のキャラクターを自由に配置して撮影できる。キャラクターはメインキャラのみならずモブや動物も含まれ、ポーズも向きも位置も自由自在に変えられる（空中や地中に配置する事も可能）。キャラの服装は直前のデータのものが反映されるため、アバタールームを利用してヒロインの衣装を好きに変えたり、上述の龍玉を使って全キャラ水着姿にして配置する事も出来る。
当初はキャラクターの重ね合わせが可能で、使い方次第では官能的に見える構図を作る事すらも出来たが、アップデートにて「本コンテンツとして意図していない不適切な表現のスクリーンショット画像が流布されていることを制限するため」という理由でPS4版のSHARE機能が停止され、さらに後のアップデートではキャラクター同士を一定以上近付けられなくなる制約が設けられ、セクシャルなポーズも削除された。

## 開発
2012年に『The Elder Scrolls V: Skyrim』をプレイした岡島は結婚システムが切っ掛けで日本人が好む可愛いキャラクターと恋愛できるゲームを思い付きで同年の夏にタムソフトと相談した。長井はオープンワールドの存在に驚き、タイトル案は「アクションカメラ(仮)」で製作した。
本作の長いタイトルの決まりは岡島の独断で決めた。メインタイトルの由来は「夏だから"夏色"、高校生だから"ハイスクル"、"青春"、プレイヤーが自由に絞っていく意味で"白書"」である。
タイトルの決まりは岡島の判断で決められ、2014年の夏に本作の声優達にタイトル名をコールしたがリテイクは3回だった。

## 売上
本作は、2015年6月10日版のSony Entertainment Network プレイステーション4のダウンロードランキングに初登場で首位を獲得した。その翌週の6月17日版のダウンロードランキングでは、『幻想の輪舞』に首位を譲る形で7位に陥落した。